# 罗蒙 (伯尔尼州)
羅蒙（法語：Romont，法語發音：[ʁɔmɔ̃] ⓘ）是瑞士伯恩州的一个市镇。，位於該國中西部，面積7.03平方公里，海拔高度907米，2011年人口210，六成人口信奉基督教，人口密度每平方公里30人。

## 外部連結
- 官方网站 （页面存档备份，存于）